# ۲۷مین جوایز فیلم اروپا
۲۷مین جوایز فیلم اروپا در ۱۳ دسامبر ۲۰۱۴ در ریگا،لتونی ارائه می‌شود. برندگان از بین بیش از ۲۵۰۰ عضو آکادمی فیلم اروپا انتخاب می‌شوند.

## برندگان و نامزدها

### بهترین فیلم
| عنوان فارسی  | عنوان اصلی | کارگردان(ها)     | کشور تولیدکننده                  |
| ------------ | ---------- | ---------------- | -------------------------------- |
| توریست       | Turist     | روبن اوستلاند    | سوئد · فرانسه · نروژ · دانمارک   |
| آیدا         |            | پاول پاولیکوفسکی | لهستان                           |
| لویاتان      | Левиафан   | آندری زویاگینتسف | روسیه                            |
| نیمفومانیاک  |            | لارس فون تریر    | دانمارک · بلژیک · فرانسه · آلمان |
| خواب زمستانی | Kış Uykusu | نوری بیلگه جیلان | ترکیه                            |